# دلارام (شهری در افغانستان)
دلارام یک منطقهٔ مسکونی در افغانستان است که در ولایت نیمروز واقع شده‌است. دلارام ۸۱۷ متر بالاتر از سطح دریا واقع شده‌است.